# Constantia Industrieholding
Die Constantia Industrieholding wurde 1969 von Herbert Turnauer gegründet. 1994 wurde diese Holding, die im Laufe der Jahre viele Unternehmen unterschiedlicher Branchen aufgekauft hatte, in zwei Holdings mit unterschiedlichen Schwerpunkten aufgeteilt. Beide Nachfolgeholdings wurden in den Besitz zweier 1993/1994 gegründeter Privatstiftungen von Herbert Turnauer überführt und sind somit, obwohl wirtschaftlich unabhängig voneinander tätig, weiterhin miteinander als Schwesterunternehmen „verwandt“. 
Diese beiden Holdings und ihr Haupteigentümer sind:
- Constantia Industries AG (hieß bis 2004 Constantia-Iso AG)[3], 712 Mio. Euro Umsatz bei 4650 Mitarbeiter. Sie war de facto Nachfolger der bisherigen Industrieholding, ausgenommen des Verpackungsbereiches. Daher in vielfältigen Bereichen als Holding von verschiedenen Unternehmen der Holz- und Kunststoffverarbeitung tätig. Sie befindet sich zu 60 Prozent im Besitz der Constantia Packaging B.V. mit Sitz in Vaassen in den Niederlanden, die wiederum zu einer Turnauer Industriestiftung mit Sitz in Liechtenstein gehört. Das Unternehmen steht unter der Kontrolle ihres Aufsichtratsvorsitzenden Stanislaus Turnauer.[4]
- Constantia Packaging AG (hieß bis 2004 Constantia Verpackungen AG[5]), Umsatz rund 1,06 Milliarden Euro bei 6150 Mitarbeitern. Tätig in der Herstellung von Verpackungsmaterialien aus Papier, Pappe und Aluminium; in Besitz der Constantia Packaging B.V. mit Sitz in Vaassen in den Niederlanden, die wiederum zu einer Turnauer Industriestiftung mit Sitz in Liechtenstein gehört. In 2009 übernahm die amerikanische Investmentgesellschaft One Equity Partners (OEP) zunächst die Mehrheit, in 2010 dann das gesamte Unternehmen. Nach Delisting und Ausgliederung von Produktionsbereichen ging aus ihr schließlich die  Constantia Flexibles Group GmbH hervor.